# Battersby Hats
Battersby Hats var handelsnavnet for Battersby & Co, der var en hattefabrikant i Stockport i England. Firmaet blev grundlagt i 1895, og det havde en overgang en kapacitet på 12.000 hatte om ugen, produktionen blev mindre i løbet af anden halvdel af 1900-tallet. Selskabet fusionerede med en række andre hattefabrikanter i 1966, inden produktionen helt stoppede i 1997.
Fabrikken blev brugt til museet Hat Works, inden det flyttede til den nyrenoverede Wellington Mill ved A6 i 2000.